# آلياكسندر ألكسندروفيتش
آلياكسندر ألكسندروفيتش (الروسية: Александрович, Александр Юрьевич) (6 يوليو 1997 - ) هو لاعب كرة قدم بيلاروسي في مركز الوسط. شارك مع منتخب روسيا البيضاء تحت 19 سنة لكرة القدم. أما مع النوادي، فقد لعب مع نادي فيتيبسك وFC Orsha ‏.

## وصلات خارجية
- آلياكسندر ألكسندروفيتش على موقع قاعدة بيانات كرة القدم.إي يو (الإنجليزية)
- آلياكسندر ألكسندروفيتش على موقع Soccerway.com (الإنجليزية)